# Molly Hagan
Molly Hagan (ur. 3 sierpnia 1961 w Minneapolis w stanie Minnesota) – amerykańska aktorka telewizyjna i filmowa.

## Filmografia

### Filmy
- 1985: Kod milczenia – Diana Luna
- 1986: Dallas: The Early Years – Elanor "Miss Ellie" Southworth Ewing
- 1987: Some Kind of Wonderful – Shayne
- 1988: Justin Case – Jennifer Spalding
- 1988: W poszukiwaniu prawdy – Elizabeth Moore
- 1988: Świeże konie – Helen
- 1989: Columbo: Morderstwo, mgła i cienie – Ruth "Ruthie" Jernigan
- 1990: Last Flight Out – Pam
- 1994: Columbo: Motyl w odcieniach szarości - Viktoria Chase
- 1994: A Perry Mason Mystery: The Case of the Lethal Lifestyle – Laurel Clown
- 1995: French Exit – Alice
- 1996: Przyjaciele dobrzy i źli – Trudy Wise
- 1996: Czasem oni wracają – oficer Violet Searcey
- 1996: Dentysta – Jessica
- 1998: Ringmaster – Connie Zorzak
- 1999: Wybory – Diane McAllister
- 2000: Cud na drugim torze – Sheila Yoder
- 2000: Jak Mona Lisa – Jenine Goldstein
- 2002: Bejsbolista Buddy – trener Crenshaw
- 2002: Miasto bez litości – Kelly Harris
- 2002: Chore pragnienia – Diane
- 2004-2007: Nieidealna – Sue Singer
- 2007: Zabójcza uczelnia – Hilda Lake
- 2008: The Babysitter – Pani Jones
- 2008: Szczęśliwy powrót – Pat Cheever
- 2008: Henry Poole powrócił – Pediatra
- 2009: Just Peck – Pani Sears
- 2009: Program Ochrony Księżniczek - Dyrektorka
- 2016: Sully - Doreen Welsh